# Stotnik (ZDA)
Stotnik (izvirno angleško Captain) je častniški vojaški čin (plačilni razred: OF-03), ki je v uporabi v Kopenski vojni, Vojnem letalstvu in Korpusu mornariške pehote ZDA. Nižji čin je prvi poročnik in višji major. 
V drugih Uniformiranih službah ZDA (Vojna mornarica ZDA, Obalna straža ZDA, Častniški korpus javne zdravstvene službe ZDA in Častniški korpus Nacionalne oceanske in atmosferske administracije ZDA) mu ustreza čin poročnika bojne ladje. 
Oznaka čina sta dve navpični srebrni podolgovati ploščici, pri čemer se različici za kopensko vojsko/vojno letalstvo in vojno mornarico/marinski korpus malenkostno razlikujeta.

## Kopenska vojska ZDA
Stotniki Kopenske vojske ZDA po navadi poveljujejo vojaškim enotam velikosti čete, pri čemer nosijo naziv poveljnika čete. Prav tako so inštruktorji na službenih šolah in centrih za bojno usposabljanje ter so štabni častniki na nivoju bataljona. 
V Medicinskem korpusu Kopenske vojske ZDA je to osnovni, vstopni čin za zdravnike, ki imajo doktorat iz medicinskih ved. Prav tako je to osnovni, vstopni čin za odvetnike, ki imajo doktorat iz prava ter opravljen odvetniški izpit v vsaj eni zvezni državi ter so vstopili v Pravosodni korpus Kopenske vojske ZDA.

## Korpus mornariške pehote ZDA
Stotniki Korpusa mornariške pehote ZDA po navadi poveljujejo vojaškim enotam velikosti čete, pri čemer nosijo naziv poveljnika čete. Prav tako so inštruktorji na službenih šolah in centrih za bojno usposabljanje ter so štabni častniki na nivoju bataljona. Delujejo pa tudi kot Častniki za selekcijo častnikov (Officer Selection Officers), pri čemer poveljujejo rekrutnim postajam za častnike.

## Vojno letalstvo ZDA
Položaj stotnikov Vojnega letalstva ZDA je odvisen od namena njihovega polka, kamor so dodeljeni. V operativnih polkih so lahko starejši stotniki poveljniki letalskih čet, medtem ko so mlajši stotniki vodje oddelkov. V polkih, ki so vzdrževalnega oz. podpornega značaja, pa so skoraj vedno poveljniki čet. Po navadi so častniki VL ZDA povišani v čin stotnika avtomatično po dveh letih služenja s činom prvega poročnika.
V Medicinskem korpusu Vojnega letalstva ZDA je to osnovni, vstopni čin za zdravnike, ki imajo doktorat iz medicinskih ved. Prav tako je to osnovni, vstopni čin za odvetnike, ki imajo doktorat iz prava ter opravljen odvetniški izpit v vsaj eni zvezni državi ter so vstopili v Pravosodni korpus Vojnega letalstva ZDA.